# Klostergarten Kartause Freiburg

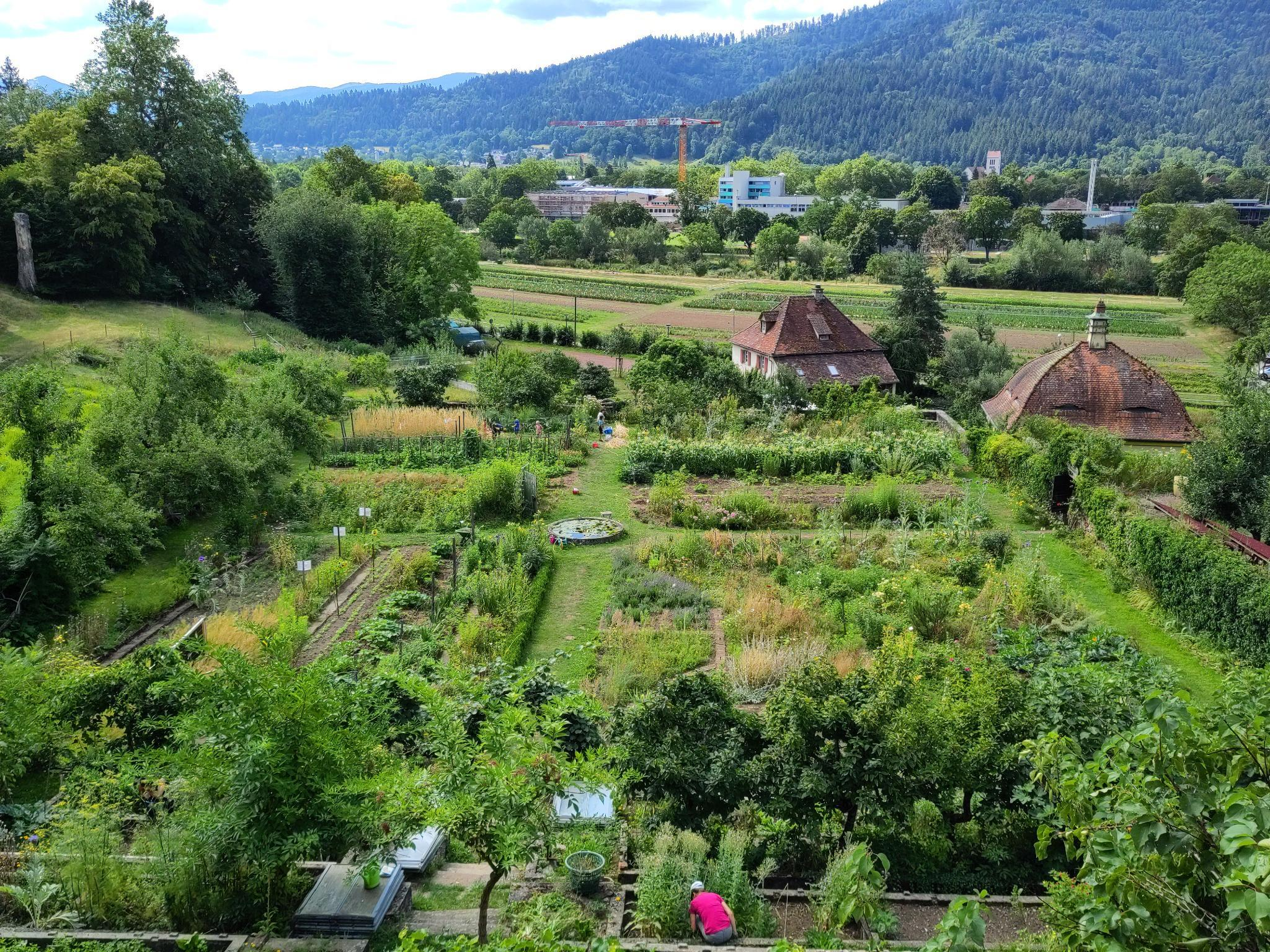
Der Klostergarten im Juli mit Blick ins Dreisamtal

Der Klostergarten Kartause Freiburg ist eine seit 1346 bestehende und ununterbrochen genutzte Gartenanlage auf dem Gelände des ehemaligen Kartäuserklosters in Freiburg im Breisgau.

## Lage
Der Kartausgarten liegt an einem leicht zum Dreisamtal hin abfallenden Südhang unterhalb der Kartause Freiburg, die sich etwa 3 km östlich der Freiburger Innenstadt oberhalb der nach dem Kloster benannten Kartäuserstraße befindet. Er wird nach Norden durch hohe Stützmauern für die Zufahrt zum Hauptgebäude der ehemaligen barocken Klosteranlage begrenzt und läuft zum Tal hin rechteckig aus, umgeben von einer bis zu 3 m hohen Mauer aus Bruchsteinen. Die Fläche beträgt heute 2000 m² und entspricht dem ehemaligen Küchengarten (alemannisch: Kuchelgarten). Auf dem Gelände stehen historische Gewächshäuser, es ist klassisch in vier Felder mit Wegekreuz und zentralem Wasserbecken aufgeteilt.

## Geschichte

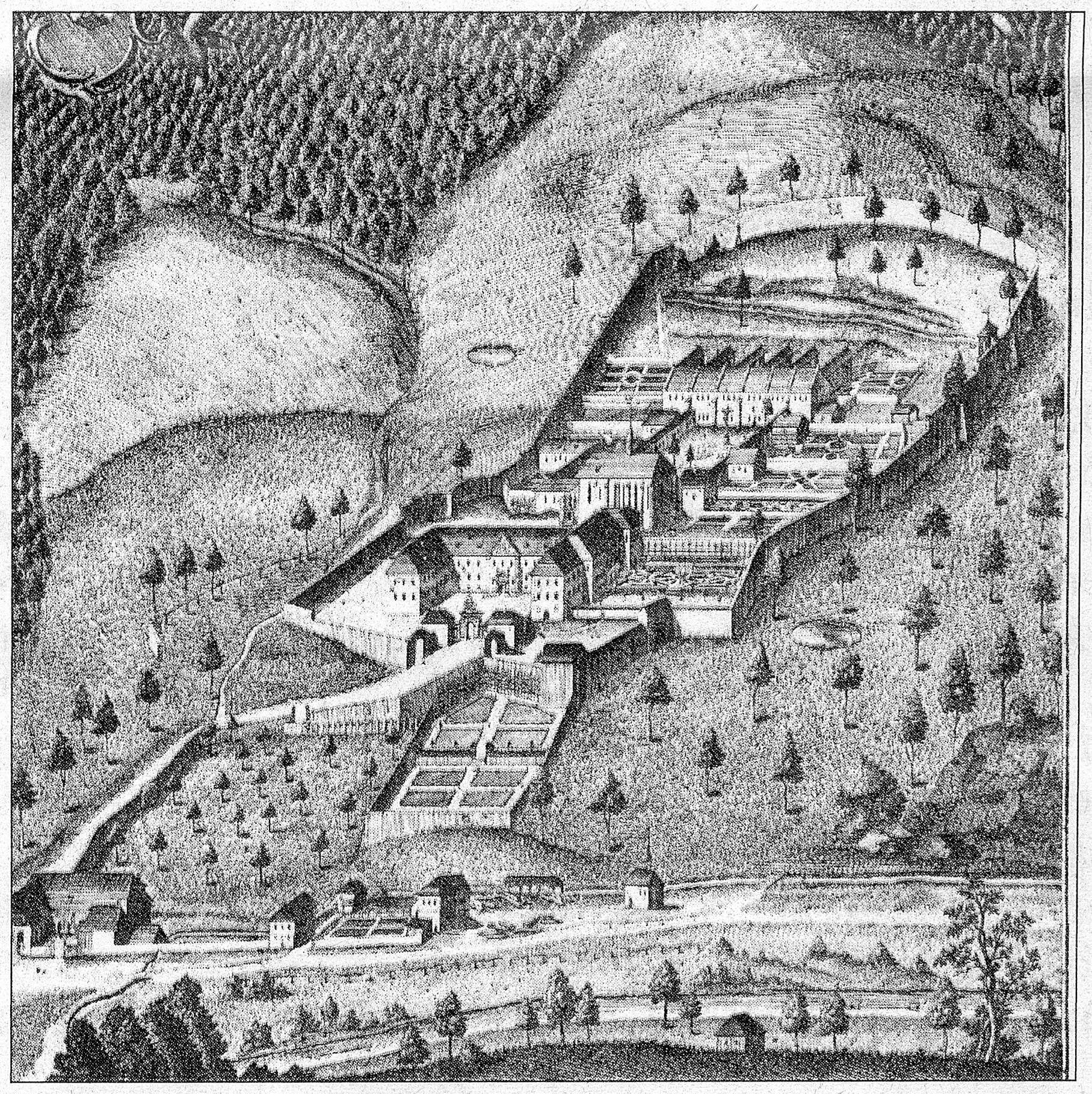
Die Freiburger Kartause mit Gartenanlagen (1771)

Das Freiburger Kartäuserkloster wurde 1346 gegründet. Die Versorgung der Angehörigen eines Ordens, der sich auf eine vegetarische Lebensweise verpflichtet hat, hat ihren Schwerpunkt im Obst- und Gemüseanbau und der Kultivierung von Gewürz- und Heilkräutern.
Jeder der Priestermönche hatte in seiner Zelle einen kleinen Garten, der ausschließlich von ihm betreut wurde. Für den Nutzgarten, also den Küchen- und Heilkräutergarten, hatten der Prokurator (der für die Ökonomie zuständige Mönch) und der Gärtner die Verantwortung und legten fest, was angepflanzt werden sollte.
Berühmt war die Freiburger Kartause für den Anbau der Arznei-Engelwurz (Archangelica officinalis). Im für die damalige Zeit maßgebenden Kräuterbuch des Tabernaemontanus aus dem Jahr 1580 steht:

Dyses Gewächs wird hin und wieder bey uns in den Gärten gezielet

und sonderlich wird die am meisten geprisen

die zu freyburg im Breisgau von den Mönchen in der Carthausen in grosser Menge gepflanzt wird

welche nicht allein in Teutschland sondern auch in andere Frembde Land verkauft wird.

1753 bis 1756 wurde die ganze Anlage im Barockstil umgestaltet und auch der Kuchelgarten in seiner heutigen Form angelegt.
Das Kloster wurde 1782 im Rahmen der Säkularisation unter Kaiser Joseph II. aufgehoben. Der Kreuzgang und die Mönchszellen wurden abgerissen und die Außenanlagen entsprechend der neuen Nutzung als Adels-Landsitz in eine Parkanlage umgewandelt, der Kuchelgarten blieb von diesen Veränderungen unberührt. In der Zeit der Nutzung der Kartause als Pflegeheim diente er weiter der Versorgung der Bewohner.

## Aktuelle Nutzung
Der Garten wird seit 1992 biologisch und an historischen Vorbildern orientiert bewirtschaftet. Er ist als Bauerngarten konzipiert, dient also der Versorgung mit Obst, Gemüse und Heilpflanzen, kultiviert aber auch zahlreiche Zierpflanzen, beispielsweise Dutzende von Rosen. Eine kleine Imkerei dient der Bestäubung der Pflanzen und der Versorgung mit Honig. Schnecken werden durch eine kleine Laufentengruppe in Schach gehalten.
Nach der jahrhundertelangen Nutzung zur Versorgung mit Lebensmitteln für die Klosterbewohner, adligen und nichtadligen Bewohnern der Anlage und die Bewohner des Altenpflegeheims wurde der Garten seit den 1990er Jahren auch Ort umweltpädagogischer Arbeit, wurde Schau- und Mitmachgarten.
Nach der Übernahme des Klostergeländes durch das UWC Robert Bosch College wurde der Klostergarten 2016 auch offiziell Schulgarten. Im Rahmen des Nachhaltigkeitskonzepts des Colleges wurde die Mitarbeit der 200 Schüler aus aller Welt im Klostergarten in den Lehrplan aufgenommen. In mehreren Gruppen arbeiten sie über das ganze Jahr hinweg unter Aufsicht erfahrener Gartenpädagogen im Garten mit. Dabei werden auch immer wieder Pflanzen aus den Herkunftsländer der Schüler in den Anbau integriert.

## Projekte

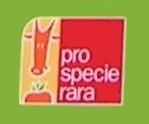
Pro Specie Rara

### Pro Specie Rara
Seit 2015 gibt es eine Kooperation mit der gemeinnützigen Stiftung ProSpecieRara, deren Ziel die Erhaltung der genetische Vielfalt insbesondere von historisch genutzten Pflanzen und Tieren ist. Der Garten dient als Schaugarten der Stiftung, es werden regelmäßige gemeinsame Veranstaltungen zum Thema Biodiversität durchgeführt. Schwerpunkt ist die Sammlung und Weitergabe von standortangepassten und samenfesten Sorten.

### 1000-Gärten-Experiment
Der Garten beteiligt sich an einer Kooperation unter der wissenschaftlichen Leitung der Universität Hohenheim zur Erforschung von für den Anbau in Deutschland geeigneten Sojapflanzen.

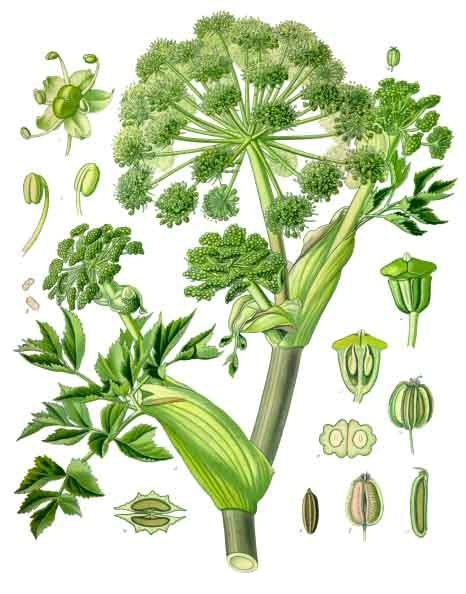
Die Arznei-Engelwurz
Archangelica officinalis

### Erzengelwurz
Seit einigen Jahrzehnten wird im Garten der Kartause an den historisch bedeutsamen Anbau der Heilpflanze Erzengelwurz (Angelica archangelica) an diesem Ort angeknüpft. Die in der Antike unbekannte Heilpflanze aus der Familie der Doldenblütler stammt ursprünglich aus Skandinavien, wird aber seit dem Mittelalter auch in Mitteleuropa kultiviert. Genutzt wird insbesondere die Wurzel der Pflanze, die in der traditionellen Pflanzenheilkunde wegen der Wirkung ihrer aromatischen Bitterstoffe bei Verdauungsbeschwerden eingesetzt wurde und auch als „Pestwurz“ wichtiger Bestandteil eines berühmten Rezepts zum Schutz gegen den Schwarzen Tod war (Essig der vier Räuber).

### Netzwerk Bauerngarten- und Wildkräuterland
Der Klostergarten ist Mitglied eines Netzwerkes von Bauern- und Wildkräutergärten, in dem Kräuterpädagogen, Bauerngärtner, Phytotherapeuten, Naturpädagogen und Naturliebhaber zusammenarbeiten. Er ist Bestandteil der Bauerngartenroute des Südschwarzwaldes, des größten Naturparks Deutschlands.